# Liste der Sachbuchpreise im deutschsprachigen Raum
Im Bereich der Sachliteratur werden im deutschsprachigen Raum folgende Preise für Sachbücher vergeben:
- Von 1975 bis 2016 Donauland Sachbuchpreis Danubius, Buchpreis der Buchgemeinschaft Donauland, ab 2000 zusammen mit dem ORF vergeben
- Deutscher Sachbuchpreis des Deutschen Bibliotheksverbands, mit 10 000 DM dotiert, gestiftet von der Stadt Oldenburg[1]
- Seit 1982 Das politische Buch, Literaturpreis der Friedrich-Ebert-Stiftung
- Seit 1984 Historischer Sachbuchpreis Schloss Burg an der Wupper, in Solingen vergeben[2]
- Seit 1993 Bruno-Kreisky-Preis für das politische Buch der politischen Akademie der SPÖ, dem Karl-Renner-Institut in Wien, dotiert mit 7.000 € bzw. 2.500 €
- Seit 1993 das Wissenschaftsbuch des Jahres bis 2010, seitdem Wissensbuch des Jahres, von der Zeitschrift Bild der Wissenschaft in sechs verschiedenen Kategorien verliehen
- Seit 2003 Historischer Sachbuchpreis der Vereinigung der Heimatfreunde am Mittelrhein e.V., Gesamtdotierung: 900 €[3]
- Seit 2005 Preis der Leipziger Buchmesse/Sachbuch und Essayistik
- Seit 2006 Fußballbuch des Jahres, verliehen von der Deutschen Akademie für Fußball-Kultur
- Seit 2007 Deutscher Wirtschaftsbuchpreis, verliehen von Handelsblatt, Frankfurter Buchmesse und Goldman Sachs
- Seit 2006 der Deutsche Gartenbuchpreis, verliehen von Schloss Dennenlohe[4]
- Seit 2008 das Wissenschaftsbuch des Jahres (Österreich), vom Bundesministerium für Bildung, Wissenschaft und Forschung in Kooperation mit dem Magazin Buchkultur vergebene Auszeichnung
- Seit 2009 der NDR Kultur Sachbuchpreis
- Seit 2010 Philosophischer Buchpreis, alle zwei Jahre vom Forschungsinstitut für Philosophie Hannover (FIPH) für die beste Neuerscheinung der letzten drei Jahre zu einem aktuellen Themenbereich der praktischen Philosophie vergeben
- Seit 2011 der Förderpreis Opus Primum der Volkswagenstiftung, der zusammen mit dem NDR Kultur Sachbuchpreis vergeben wird
- Seit 2013 wird der Emys Sachbuchpreis für Kinder- und Jugendliteratur, monatlich in Potsdam vergeben
- Seit 2019 Wissen! Sachbuchpreis für Geisteswissenschaften der Wissenschaftlichen Buchgesellschaft[5]
- Seit 2021 Deutscher Sachbuchpreis, verliehen vom Börsenvereins des Deutschen Buchhandels.[6]